# خوک اهلی
خوک اهلی (نام علمی: Sus scrofa domestica) پستانداری است از خانواده گرازسانان (Suidae) است. این حیوان زیرگونه‌ای از خوک وحشی (گراز) (S. scrofa) به شمار می‌رود که در حدود ۱۱ هزار سال پیش در خاورمیانه و چین اهلی شده‌است .   

خوک ماده

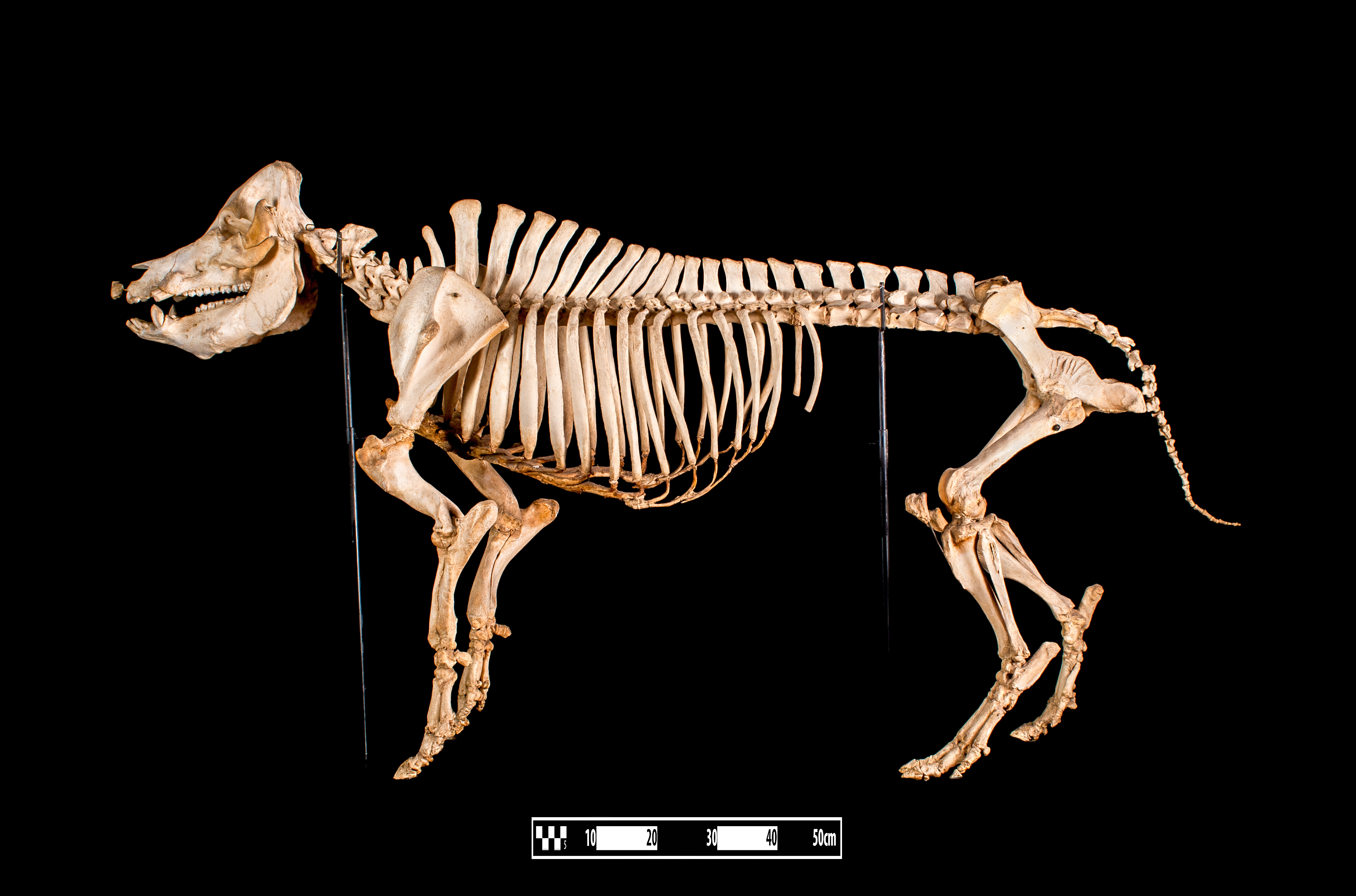
نگاره‌ای از استخوان‌بندی یک خوک اهلی.